# AAA-Saison 1954
Die AAA-Saison 1954 war die 33. Meisterschaftssaison im US-amerikanischen Formelsport. 

## Saisonverlauf
Die Saison begann am 31. Mai mit dem Indianapolis 500 und endete am 14. November in Las Vegas. Insgesamt wurden 13. Rennen ausgetragen. 
Der US-amerikaner Jimmy Bryan sicherte sich den Titel in einem Auto von Kuzma-Offenhausen und siegte insgesamt bei fünf Veranstaltungen. In der Meisterschaftstabelle hatte er 1340 Punkte Vorsprung auf Manuel Ayulo, der ebenfalls in einem Kuzma-Offenhausen unterwegs war. 
Leider gab es im Saisonverlauf auch ein Todesopfer zu beklagen, Bob Scott verunglückte beim Rennen in Darlington.
Das Indianapolis 500 zählte auch zur Automobil-Weltmeisterschaft 1954. 
Eine Meisterschaft für die Konstrukteure oder Teams wurde nicht ausgeschrieben in diesem Jahr.

## Rennergebnisse
| Nr. | Datum         | Veranstaltung (Rennstrecke)                                          | Meilen | Sieger          | Siegerteam               |
| --- | ------------- | -------------------------------------------------------------------- | ------ | --------------- | ------------------------ |
| 1   | 31. Mai       | International 500 Mile Sweepstakes (Indianapolis Motor Speedway) (O) | 500    | Bill Vukovich   | Kurtis Kraft-Offenhauser |
| 2   | 06. Juni      | Rex Mays Classic (The Milwaukee Mile) (O)                            | 100    | Chuck Stevenson | Kuzma-Offenhauser        |
| 3   | 20. Juni      | Langhorne 100 (Langhorne Speedway) (UO)                              | 100    | Jimmy Bryan     | Kuzma-Offenhauser        |
| 4   | 5. Juli       | Independence Day Sweepstakes (Darlington Raceway) (O)                | 200,75 | Manuel Ayulo    | Kuzma-Offenhauser        |
| 5   | 21. August    | Springfield 100 (Illinois State Fairgrounds) (UO)                    | 100    | Jimmy Davies    | Ewing-Offenhauser        |
| 6   | 29. August    | Milwaukee 200 (The Milwaukee Mile) (O)                               | 200    | Manny Ayulo     | Kuzma-Offenhauser        |
| 7   | 06. September | Ted Horn Memorial (DuQuoin State Fairgrounds) (UO)                   | 83     | Sam Hanks       | Kurtis Kraft-Offenhauser |
| 8   | 06. September | Pikes Peak Auto Hill Climb (BR)                                      | 12,42  | Keith Andrews   | Kurtis Kraft-Offenhauser |
| 9   | 11. September | Syracuse 100 (New York State Fairgrounds) (UO)                       | 100    | Bob Sweikert    | Kurtis Kraft-Offenhauser |
| 10  | 18. September | Hoosier Hundred (Indiana State Fairgrounds) (UO)                     | 100    | Jimmy Bryan     | Kuzma-Offenhauser        |
| 11  | 17. Oktober   | Golden State 100 (California State Fairgrounds) (UO)                 | 100    | Jimmy Bryan     | Kuzma-Offenhauser        |
| 12  | 07. November  | Bobby Ball Memorial (Arizona State Fairgrounds) (UO)                 | 100    | Jimmy Bryan     | Kuzma-Offenhauser        |
| 13  | 14. November  | Silver State Century (Las Vegas Park) (UO)                           | 100    | Jimmy Bryan     | Kuzma-Offenhauser        |

- Erklärung: O: Oval, UO: unbefestigtes Oval, BR: Bergrennen

## Fahrer-Meisterschaft (Top 10)
| 1. | Jimmy Bryan   | 2630 |
| 2. | Manny Ayulo   | 1290 |
| 3. | Jack McGrath  | 1220 |
| 4. | Bill Vukovich | 1000 |
| 4. | Jimmy Reece   | 1000 |

| 6.  | Bob Sweikert    | 950   |
| 7.  | Chuck Stevenson | 861,5 |
| 8.  | Sam Hanks       | 858,5 |
| 9.  | Mike Nazaruk    | 810   |
| 10. | Don Freeland    | 760   |